# Eremalche
Eremalche är ett släkte av malvaväxter. Eremalche ingår i familjen malvaväxter.
Kladogram enligt Catalogue of Life:
| Eremalche | \| \| Eremalche exilis \| \| \| \| \| \| Eremalche parryi \| \| \| \| \| \| Eremalche rotundifolia \| \| \| \| |
|           | \| \| Eremalche exilis \| \| \| \| \| \| Eremalche parryi \| \| \| \| \| \| Eremalche rotundifolia \| \| \| \| |
|           | Eremalche exilis                                                                                               |
|           | |
|           | Eremalche parryi                                                                                               |
|           | |
|           | Eremalche rotundifolia                                                                                         |
|           | |

## Bildgalleri

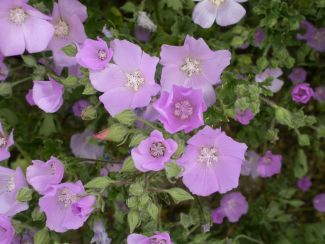
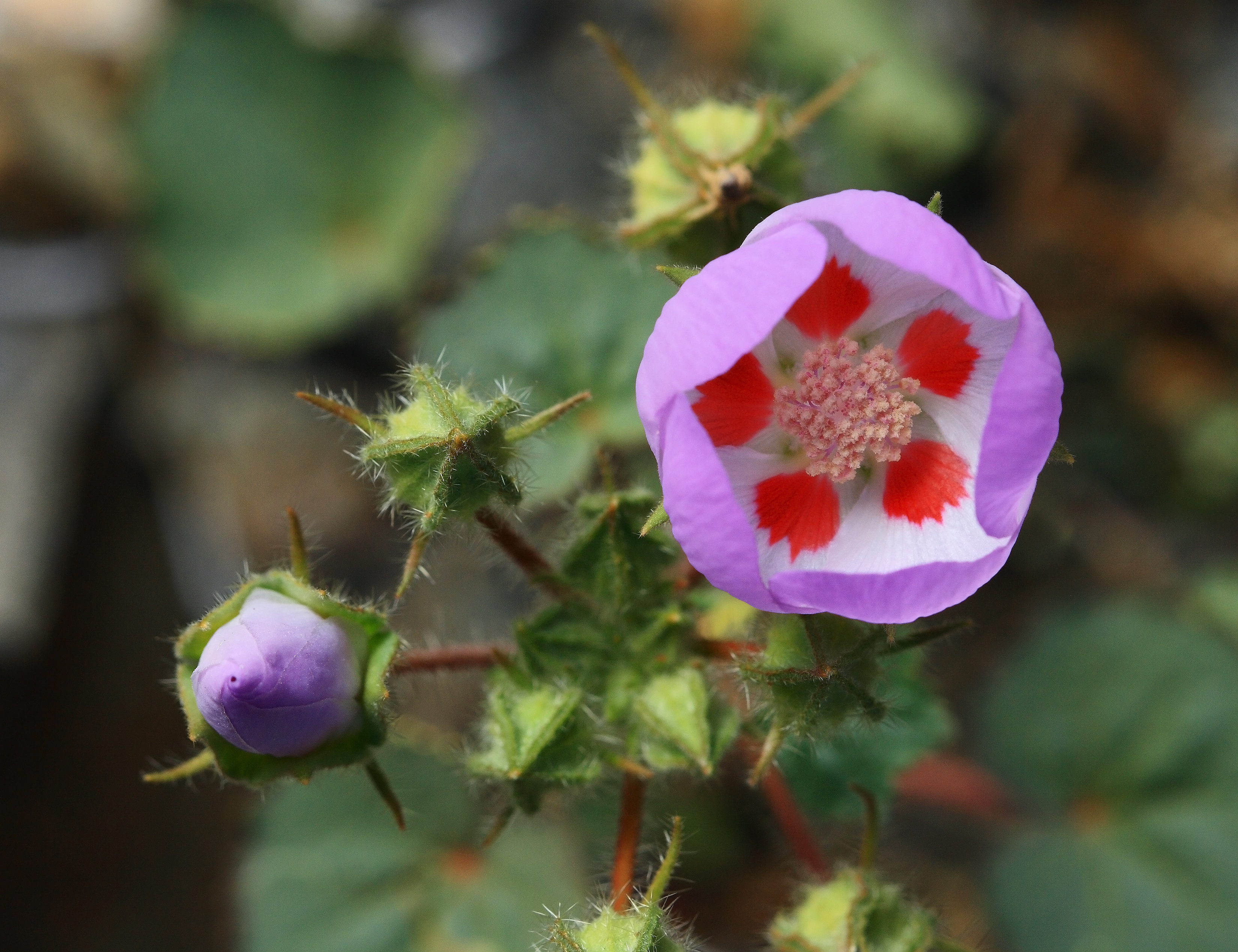
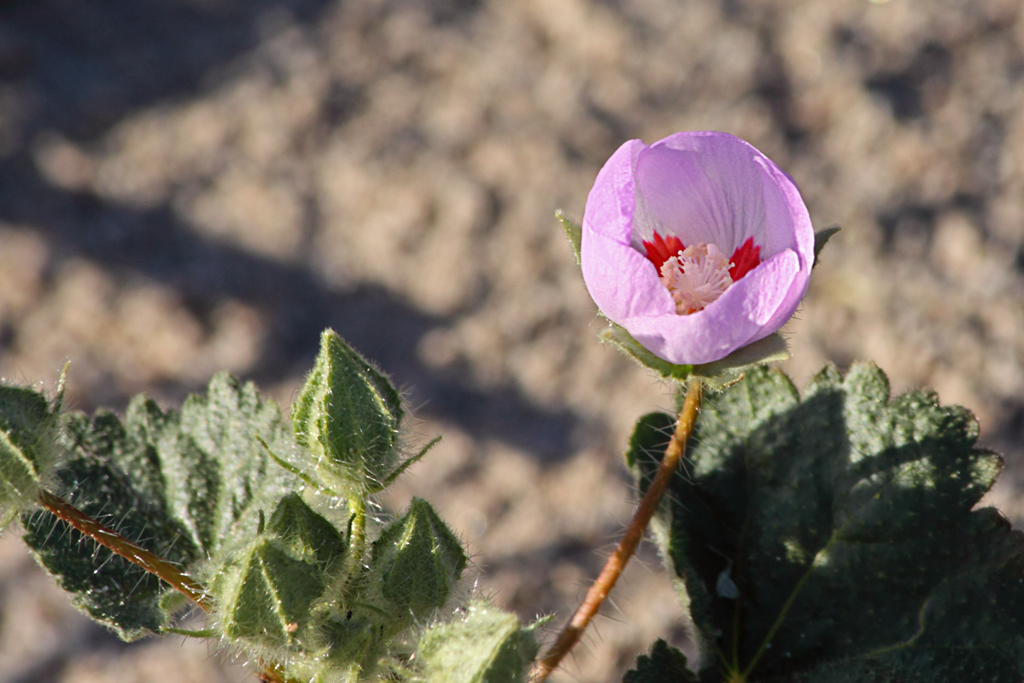
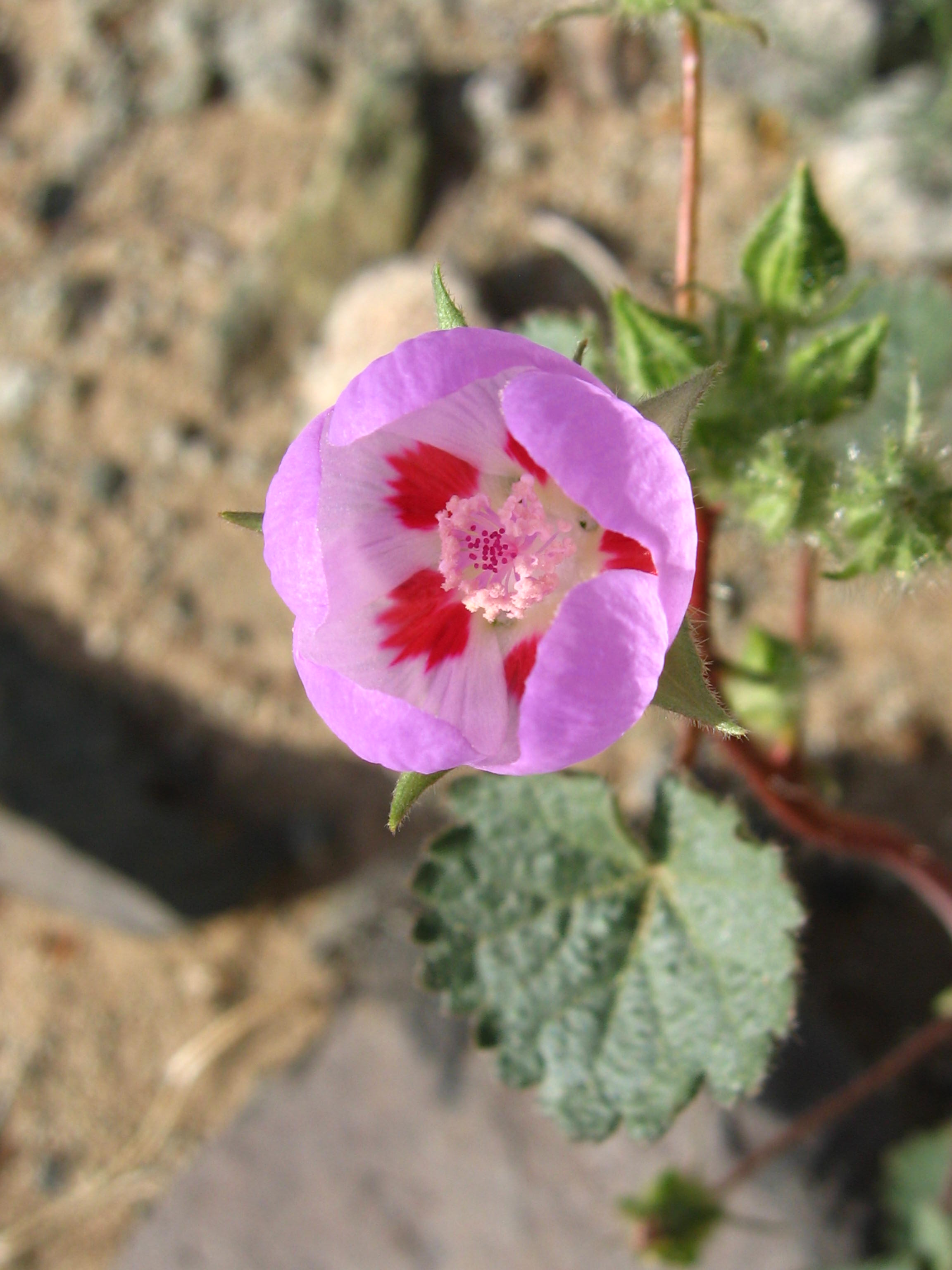
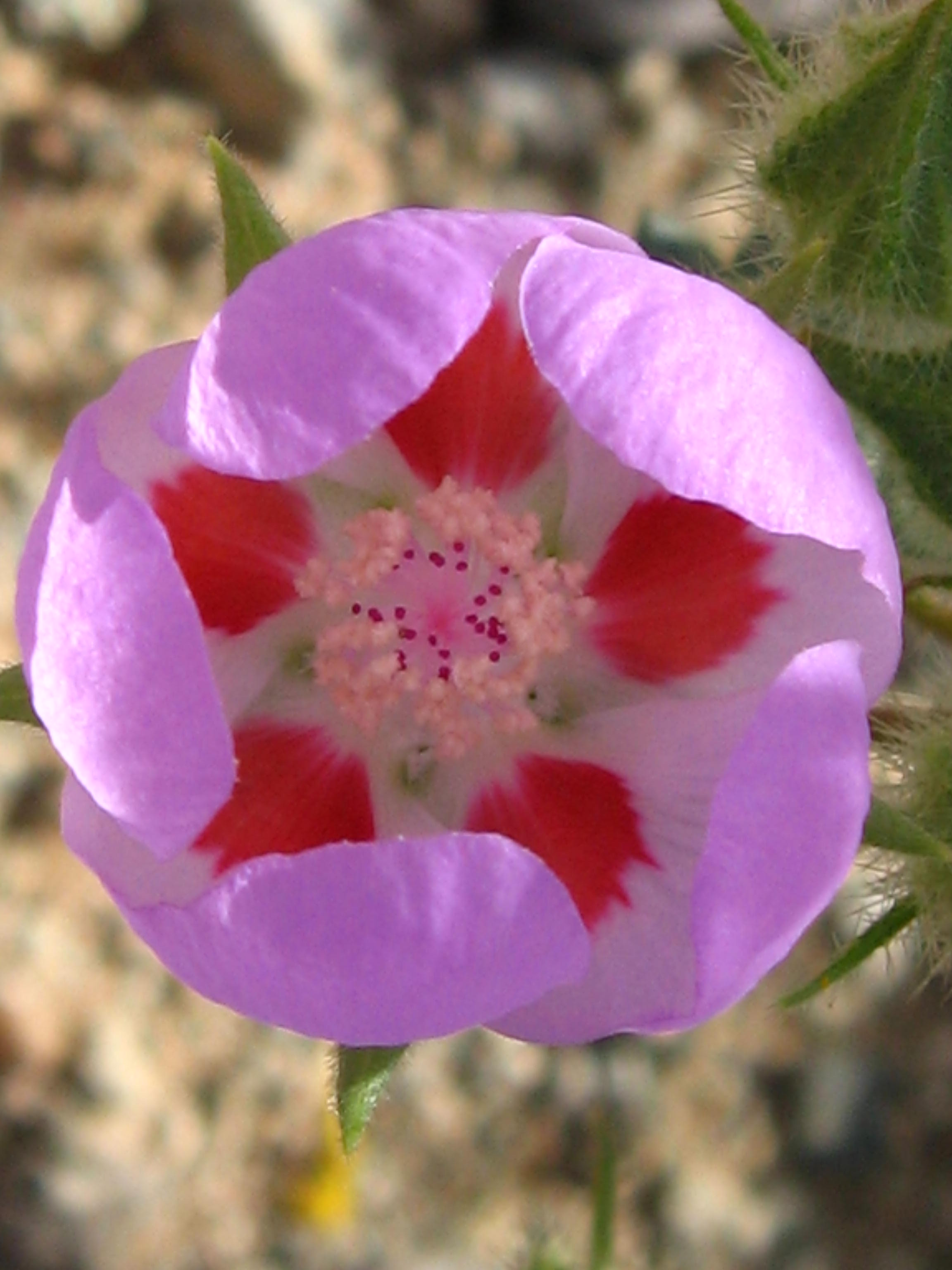
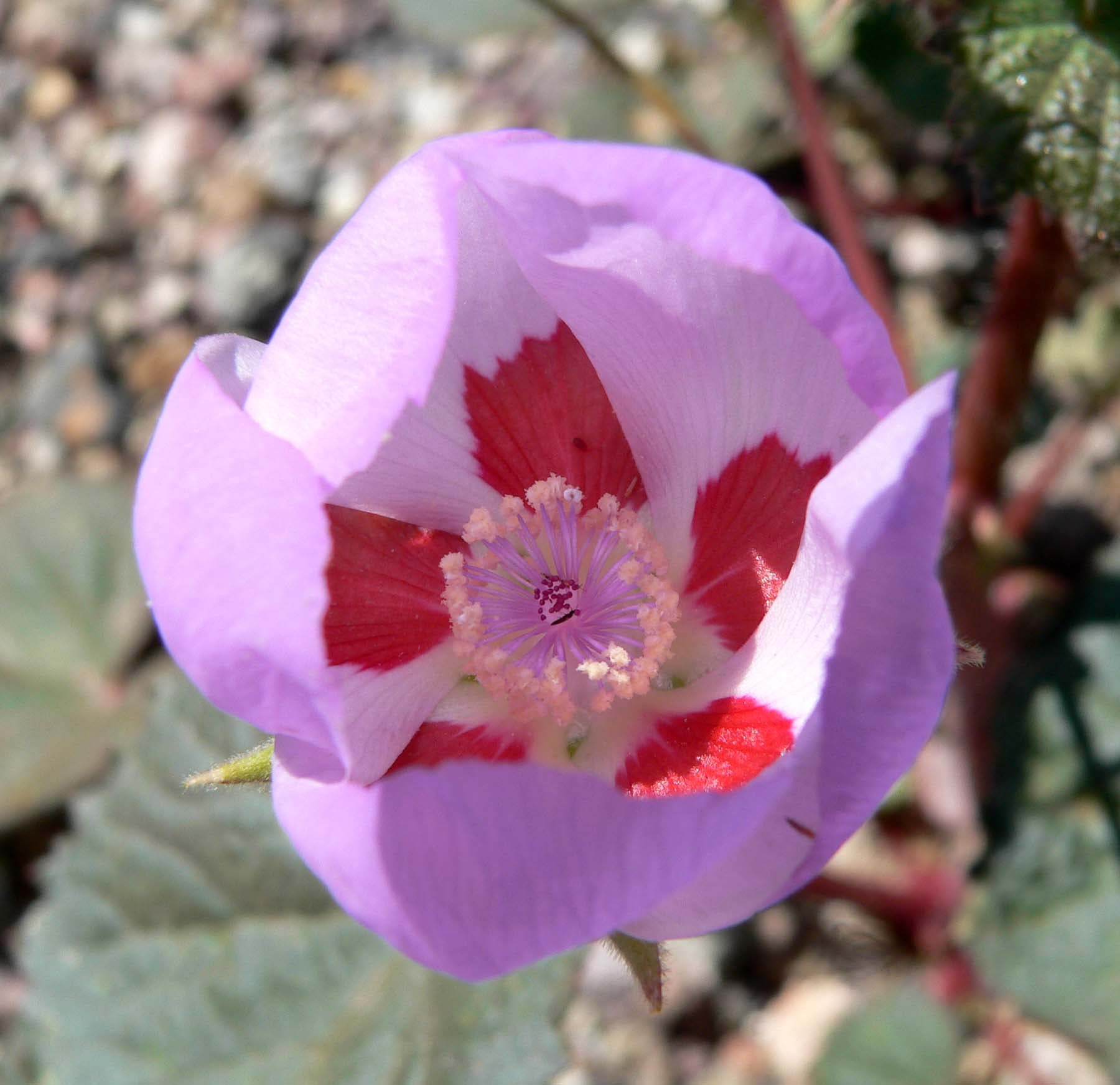